# Syngatha elegans
Syngatha elegans là một loài bướm đêm trong họ Noctuidae.